# Jo Turlings

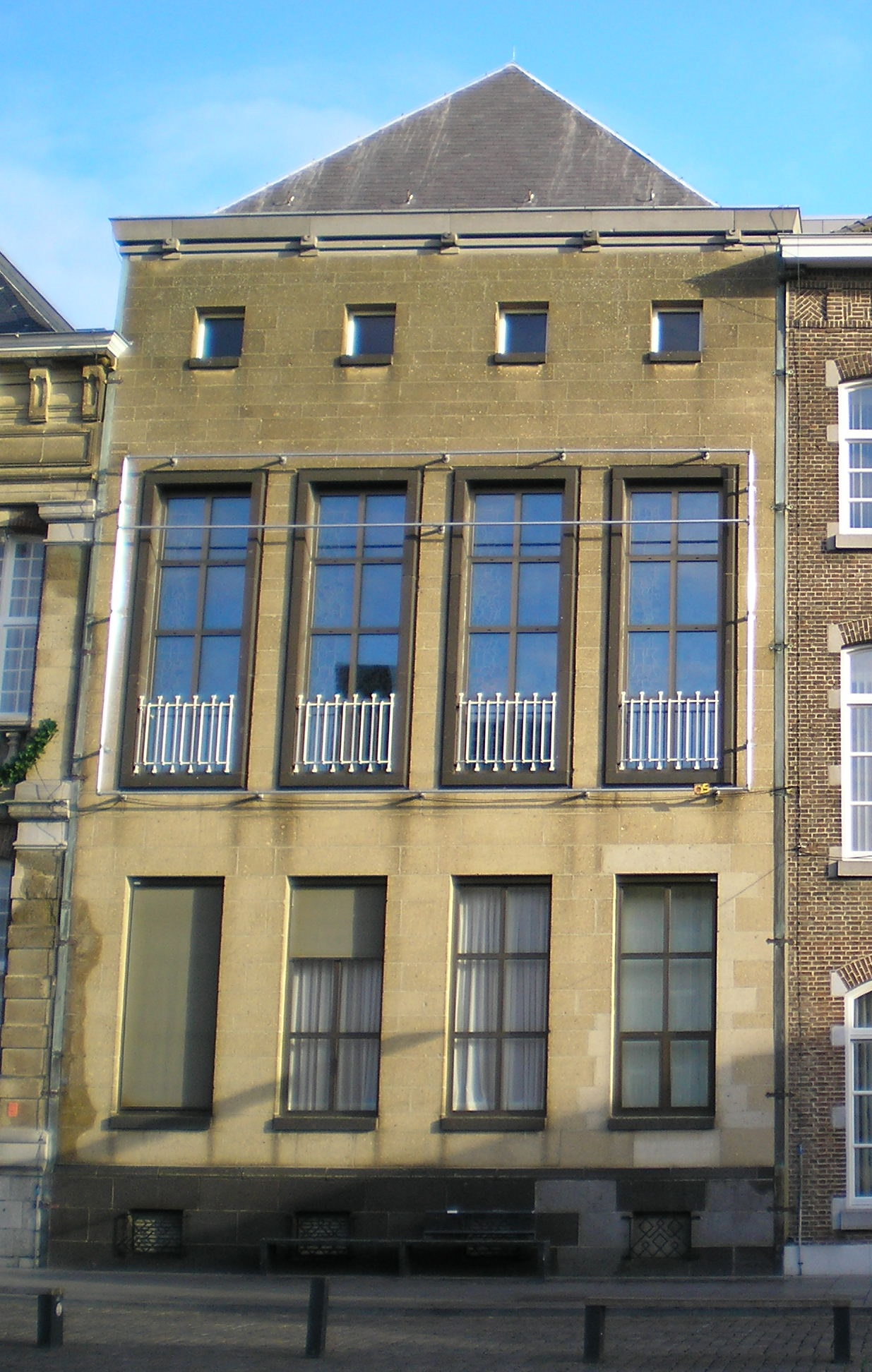
Jacques en Jo Turlings. Raadszaal stadhuis Roermond, exterieur. 1962.

Johannes Jozef Maria (Jo of Johan) Turlings (Roermond, 12 mei 1916 – aldaar, 30 april 1981) was een Nederlands architect, onderwijzer en directeur van Gemeentewerken Roermond.
Turlings kwam uit een bekende architectenfamilie. Zijn grootvader werkte voor Pierre Cuypers. Zijn vader, Jacques Turlings, was architect voor de Limburgsche Tramweg-Maatschappij en direct na de oorlog directeur van Gemeentewerken. Turlings slaagde in 1931 voor de driejarige H.B.S. aan het Bisschoppelijk College Roermond. Van 1931 tot 1935 volgde hij de opleiding bouwkunde aan de Middelbare technische school in Heerlen en in 1942 behaalde hij zijn onderwijsdiploma. Hij speelde een belangrijke rol in de wederopbouw en uitbreiding van Roermond. In 1945 stichtte hij samen met architect Jan Zollner de Limburgse Academie voor Bouwkunst. Aan deze academie gaf Turlings les in het vak bestek en begroting. Van 1946 tot 1949 had hij zijn bureau in het voormalige atelier van de schilder Albin Windhausen aan de Kapellerlaan; later verhuisde het naar de Bisschop van Hoensbroeckstraat.
Naast de wederopbouw in Roermond speelde Turlings ook een actieve rol in het herstel van de vele tijdens de Tweede Wereldoorlog verwoeste kerkgebouwen in Limburg. In zijn rol als commissaris van de afdeling bouwkunst van de Algemene Katholieke Kunstenaarsvereniging Limburg pleitte hij in 1951 voor een centrale documentatiedienst en vaste tentoonstelling van kerkelijke kunst in Roermond met de bedoeling kunstenaars, architecten en opdrachtgevers met elkaar in contact te brengen. In 1965 werd hij benoemd tot bisschoppelijk inspecteur voor het bouwwezen in het bisdom Roermond en contactpersoon van alle bisdommen in Nederland voor de uitvoering van de Wet premie kerkenbouw.
In 1958 werd hij voorzitter van de afdeling bouwkunst van de Algemene Katholieke Kunstenaarsvereniging in 's-Hertogenbosch. Ook was hij actief binnen de Bond van Nederlandse Architecten. Verder maakte hij deel uit van de commissie Stad en Dorp in Limburg van de Bond Heemschut, die zich voornamelijk bezighield met de samenstelling van een nieuwe monumentenlijst. In de jaren 70 was Turlings secretaris van de Stichting Vorming en Onderwijs, een onderwijsexperiment in Roermond voor niet-leerplichtige jongeren.

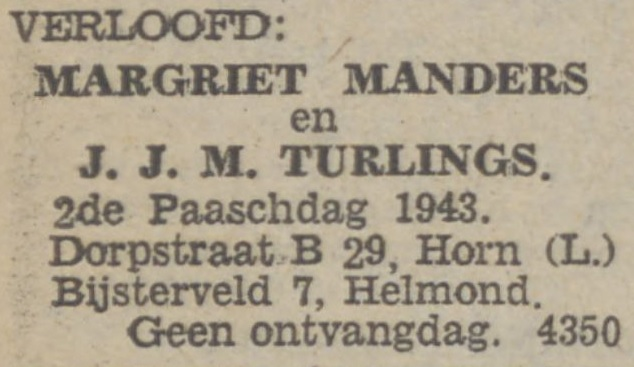
Huwelijksaankondiging Jo Turlings en Margriet Manders, 1943.

Hij ontwierp onder meer het pand Stassar aan de Markt, het pand Loven aan de Marktstraat, villa's aan de Laan van Schöldeln en de Geuljanslaan en de raadszaal van het Stadhuis van Roermond (met glas-in-loodramen van Joep Nicolas) in samenwerking met zijn vader. Daarnaast ontwierp hij veel woningen op Kitskensberg. In 1960 ontwierp hij een verbouwing van Kasteel Hattem voor de Padvinders Roermond. Eerder restaureerde zijn vader de bijgebouwen van dit kasteel.
Hij was getrouwd met Margriet Manders en hij ligt begraven op de rooms-katholieke begraafplaats Tussen de Bergen in Roermond. Zijn archief dat bij het Vitruvianium lag opgeslagen is vernietigd.